# 南板縣
南板縣，原称南板地区，是緬甸撣邦東部第四特區下轄的一個縣，位於中緬老三國交界。在緬甸政府宣稱的行政區劃上屬於勐永县勐永镇区勐育分镇区。駐軍有911旅。

## 历史沿革
1986年底，缅共815军区在湄公河州地方行政设立勐拉县、色勒县、南板县和湄公河州。
1989年6月，吴再林等人脱离缅共，宣布缅共815军区、768旅和景北县合为一体，组成缅甸掸邦东部民族民主同盟军军政委员会，成立缅甸掸邦东部第四特区。
第四特区政府后将县改为地区，南板县改为南板地区，行政机构称为南板地区管理委员会。
2023年1月，特区将地区再改为县，南板地区改为南板县，南板地区管理委员会主任改为南板县长。

## 行政區劃
南板县下辖11个乡：
- 帕章乡（ဖါးကျန့်ဒိုင်နယ်）
- 景康乡（ကျိုင်းခမ်းဒိုင်နယ်）
- 玖伟乡（ဂျိုဝေဒိုင်နယ်）
- 迪斯乡（ဒီရှီးဒိုင်နယ်）
- 帕沙乡（ပါဆန်းဒိုင်နယ်）
- 帕罗乡（ဖါးလုံဒိုင်နယ်）
- 勐康乡（မိုင်းခမ်းဒိုင်နယ်）
- 勐索乡（မိုင်းဆောဒိုင်နယ်）
- 湄公河乡（မဲခေါင်ဒိုင်နယ်）
- 万科乡（ဝမ်ခိုးဒိုင်နယ်）
- 温龙乡（ဝိန်းလုံဒိုင်နယ်）

## 教育
南板县境内有文德学校、南板缅中文学校（南板小学）、勐瓦景康学校（景康学校）、勐赫勐索学校（勐索学校、勐赫学校）、帕罗帕列学校（帕罗学校）和勐康卫理学校等学校。